# Kloster Igriș
Das Kloster Igriș  (ungarisch Egres; deutsch Egresch) ist eine ehemalige Zisterzienserabtei im heutigen Rumänien. Es lag im Dorf Igriș in der heutigen Gemeinde Sânpetru Mare etwa auf halbem Weg zwischen Szeged in Ungarn und Arad am linken Ufer des Flusses Marosch und etwa 10 km nordöstlich von Sânnicolau Mare.

## Geschichte
Das Kloster wurde auf Veranlassung von Agnes de Châtillon, der ersten Gemahlin des ungarischen Königs Béla III., 1179 als Tochterkloster der Primarabtei Pontigny gegründet. Von Igriș gingen die Tochtergründungen Kerz in Siebenbürgen (1202) und Kloster Vérteskeresztúr in Ungarn (1214) aus. 1235 wurde im Kloster König Andreas II. von Ungarn beigesetzt. Das Kloster wurde beim Mongoleneinfall im Jahr 1242 zerstört, danach aber wieder aufgebaut. Im Jahr 1526 fand das in der Türkenzeit völlig zerstörte und mit dem Bistum Csanád vereinigte Kloster sein Ende.

## Bauten und Anlage
Vom Kloster sind noch Ruinen sichtbar.